# Shout (The Isley Brothers)
Shout è una canzone registrata originariamente da The Isley Brothers. Pubblicata nel 1959, come singolo estratto dall'album Shout!, è stata scritta dai due fratelli come risposta alla canzone di Jackie Wilson "Lonely Teardrops" (canzone che in realtà avevano cantato loro in una serata al club).
Anche se la canzone non ha raggiunto posizioni elevate in classifica, ha vinto sul lungo periodo: è stata rifatta da tantissimi artisti americani ed è stata inclusa nei Grammy Hall of Fame nel 1999, diventando un pezzo di storia musicale statunitense.
La canzone si è piazzata al 118º posto della classifica delle 500 canzoni migliori della storia del giornale musicale Rolling Stone.

## Formazione
- Cantante: Ronald Isley
- Coro di sottofondo: O'Kelly Isley, Jr. e Rudolph Isley

## Cover
- Dopo alcuni mesi dall'uscita della versione originale, "Shout!" è diventata la prima hit dei rocker australiani Johnny O'Keefe, raggiungendo il 3º posto in classifica nel novembre 1959.
- Joey Dee and the Starliters l'ha portata al successo nel 1962.
- The Shangri-Las hanno fatto la cover della canzone nel suo primo album.
- In Italia venne incisa (mantenendo il testo originale in lingua inglese) da Peppino Di Capri.
- La cantante scozzese Lulu ha ricantato la prima parte della canzone nel 1964 a soli 15 anni. Quando la pubblicò nella primavera del 1964 fu un gran successo che lo lanciò nel mondo dello showbiz. "Shout" raggiunse la posizione nº 7 nella classifica dei singoli britannici.
- I Beatles l'hanno rifatta cantando tutti in coro, senza una voce dominante.
- La band fittizia Otis Day and the Knights del film Animal House del 1978 l'ha ripresa. Grazie alla mimica e alla scenica del cantante ritornò in vetta alle classifiche.
- È stata interpretata da Nicola Roberts nel programma Popstars:The Rivals.
- I Green Day la eseguono come extra solo ai concerti.
- I Bon Jovi l'hanno incorporata nella loro canzone Bad Medicine come pezzo di chiusura.
- La canzone è stata cantata da Shabnam Paryani, un ex concorrente del Grande Fratello americano nell'ottobre 2007.
- Tom Petty ha fatto la cover della canzone nel suo settimo album, primo registrato dal vivo, "Pack up the Plantation - Live!"
- Nel corso del 2013 è stata spesso eseguita in coda a Twist and Shout - in una versione scatenata che gioca con il pubblico - da Bruce Springsteen.

### Lacoverdei Beatles
Shout venne registrata dai Fab Four per lo speciale televisivo britannico Around the Beatles; è tra i rarissimi pezzi della band ad avere tutti e quattro i membri che cantano la linea vocale principale. L'esecuzione venne registrata, assieme a quella di altre sei canzoni, agli IBC Studios di Londra il 19 aprile 1964; filmata il 28 dello stesso mese, il 6 maggio la loro cover venne messa in onda. Il pezzo compare anche sull'Anthology 1, pubblicata nel 1995 ma in una versione ridotta, con circa mezzo minuto in meno; l'originale appare su vari bootlegs e su video pirata dello speciale televisivo.

## TV, sport e cinema
- La canzone è stata il jingle della marca di detersivi Shout.
- È stata la canzone di un programma per bambini australiano Play School.
- È stata la canzone con cui venivano lanciati i vari servizi nel programma di Italia Uno Matricole.
- È stata il jingle della rete ABC per i suoi annunci nel 1989 e 1990.
- Una versione di "Shout" è stata suonata ad ogni punto segnato dalla squadra di football americano dei Buffalo Bills usando il tradizionale motto "Let's Go Buffalo".
- La canzone viene suonata in tantissime partite di football americano.
- La canzone viene ballata durante il Toga Party nel film Animal House
- Una versione di "Shout" viene cantata dal cast di Sister Act nei titoli di coda del film.
- Recentemente la versione originale è stata remixata da Matter Music per un noto film del 2005, 2 single a nozze - Wedding Crashers.
- La canzone è suonata alla fine dell'11º episodio dal titolo "Università Marziana" della prima stagione della serie Futurama.
- Nella 8ª edizione del programma televisivo italiano Ciao Darwin la canzone è stata suonata nell'esibizione finale dell'ultima puntata.
- Utilizzata in alcune scene del film Final Destination Bloodlines.